# 안치에타집박쥐
안치에타집박쥐(Hypsugo anchietae)는 애기박쥐과에 속하는 박쥐의 일종이다. 앙골라와 콩고민주공화국, 남아프리카공화국, 잠비아, 짐바브웨 그리고 마다가스카르에서 발견된다. 건조 사바나 지역과 습윤 사바나 서식지에서 서식한다.

## 특징
작은 박쥐로 전체 몸길이가 73~87mm이고 전완장은 29~34mm, 꼬리 길이는 32~39mm이다. 발 길이는 5~6mm, 귀 길이는 10~13mm, 몸무게는 최대 5.6g이다. 털은 짧고 부드러우며 무성하다. 등 쪽 털은 누르스름한 갈색과 불그스레한 갈색, 갈색 또는 짙은 갈색이지만 배 쪽은 연한 갈색부터 크림색 또는 희끄무레한 색까지 띤다. 주둥이는 짙은 갈색이다. 핵형은 2n=26, FNa=32이다.

## 생태
나무 구멍 속에 은신하는 것으로 추정된다. 먹이는 곤충이다. 남아프리카공화국 콰줄루나탈주에서 11월에 임신한 암컷이 포획된다. 한 번에 최대 2마리의 새끼를 낳는다.

## 분포 및 서식지
콩고 민주 공화국 남부와 앙골라 중부 및 남서부, 잠비아 중부, 짐바브웨, 스와질랜드, 남아프리카공화국 동부 지역에 널리 분포한다. 강가 숲과 해안가 숲, 물 근처의 덤불 속에서 서식한다.